# 1683 Кастафіоре
1683 Кастафіоре (1683 Castafiore) — астероїд головного поясу, відкритий 19 вересня 1950 року.
Тіссеранів параметр щодо Юпітера — 3,296.